# Горы Митрим
Горы Митрим (лат. Mithrim Montes) — горная система на Титане, самом крупном спутнике Сатурна. Расположена на северо-западе светлой местности Ксанаду (координаты центра — 2°10′ ю. ш. 127°25′ з. д. / 2,16° ю. ш. 127,42° з. д.). Состоит из как минимум трёх хребтов, вытянутых параллельно друг другу с запад-северо-запада на восток-юго-восток. Максимальная длина — около 150 км, высота над окружающими равнинами — около 1900 м (данные 2010 года). Южный хребет содержит высочайшую известную на 2016 год вершину Титана (абсолютная высота — 3337 м).
На востоке горная система граничит с большой радарно-тёмной областью, на юге — с 20-километровым круглым тёмным пятном (вероятно, разрушенным ударным кратером). По-видимому, имеет тектоническое происхождение.
Горы Митрим были обнаружены на радиолокационных снимках космического аппарата «Кассини», заснявшего эту область 12 мая 2008 года (во время пролета около Титана под обозначением T43). Как и другие горы, на радарных изображениях они выглядят ярче окружающей местности.
Носят имя гор Средиземья Митрим из легендариума Дж. Р. Р. Толкина. Это название было утверждено Международным астрономическим союзом 13 ноября 2012 года.